# Londa ke nác
Londa ke nác (ook wel lauda ke nac) of Chokra (voluit Chokrá aur Chokri ke nác; Chokrá is: 'jongen')  is een jongens- of knapendans in Suriname die gedanst wordt door Hindoestanen. De dans bestaat uit bewegingen met de handen en heupen.
De dans komt van oorsprong uit India en onderging in Suriname verschillende aanpassingen. Chokra is de oorspronkelijke variant die met twee mannelijke dansers werd opgevoerd, van wie een verkleed als vrouw. Hiervoor werd in India gekozen nadat besloten was dat vrouwen alleen voor een select gezelschap of in tempels mochten dansen. Later bleef alleen de als danseres verklede man over en werd de naam aangepast in londa ke nác. Omdat Indiase attributen in Suriname moeilijk verkrijgbaar waren, werden daar enkele van vervangen, zoals de buikwand die wel wordt vervangen door een sjaal die ook bij buikdansen wordt gebruikt.
De danser wordt traditioneel begeleid door drie instrumentalisten: een bespeler van het harmonium (tevens de zanger), de dhol en de dantaal. Begin 21e eeuw is meer variatie gangbaar en kan de danser ook begeleid worden door een muziekgroep of deejay, in stijlen variërend tussen baithak gana, hindipop en filmi.
Er wordt gedanst tijdens vieringen als huwelijksfeesten, verjaardagen, gáw puja (buurtgebed) of navratri (verering universele moeder), maar ook tijdens evenementen als ketikoti en Parbo Night. De interesse van Hindoenstaanse jongeren is in Suriname aan het eind van de jaren 2010 teruggelopen, omdat jongens zich zouden schamen om zich als vrouw te verkleden.